# Sapromyza hissarica
Sapromyza hissarica är en tvåvingeart som beskrevs av Shatalkin 1996. Sapromyza hissarica ingår i släktet Sapromyza och familjen lövflugor. Inga underarter finns listade i Catalogue of Life.